# Sorina Teodorović
Sorina Grațiela Teodorović (n. Sorina Lefter, 21 august 1970, în București), este o fostă mare handbalistă din România, acum retrasă din activitatea competițională. Lefter-Teodorović a participat alături de echipa națională a României la două Campionate Mondiale, iar cu echipa națională a Austriei, după naturalizare, la Olimpiada din 2000. Tot cu echipa Austriei ea a obținut două medalii de bronz, una la Campionatul Mondial din 1999, iar cealaltă la Campionatul European din 1996.
La nivel de club, Sorina Teodorović are în palmares Liga Campionilor, câștigată în 1995 cu Hypo Niederösterreich. În plus, ea mai deține două Cupa Cupelor EHF, câștigate cu Bækkelagets SK, și o Cupă IHF, câștigată în 1993 cu Rapid București.

## Biografie

### Handbalistă
Sorina Lefter a început să joace handbal la Clubul Sportiv Școlar 2 București și s-a făcut repede remarcată prin talentul său. În 1986, ea a fost selectată la echipa națională de junioare a României, pentru care a jucat în 47 de meciuri și a înscris 227 de goluri. În 1987, ea a participat cu echipa României la Balcaniada de tineret de la Ankara, unde a cucerit medalia de aur. În cele patru meciuri, Lefter a înscris șase goluri. România a obținut medalia de aur și anul următor, la Balcaniada de tineret de la Loveci, unde Sorina Lefter a fost una din primele două marcatoare ale țării sale, cu 17 goluri.
Între 1986-1988, Lefter a participat cu selecționatele de junioare și tineret la numeroase turnee și competiții europene, iar în 1988 a fost convocată pentru prima dată la naționala de senioare, în vederea Trofeului Carpați. Tot în 1988, ea a fost cooptată de clubul Rapid București. În august 1989, Sorina Lefter a câștigat pentru a treia oară medalia de aur la Balcaniada de tineret, de data aceasta în Iugoslavia, iar în noiembrie 1989, aurul la Balcaniada de senioare, găzduită de Istanbul. În 1990, Lefter a participat cu selecționata de senioare la diverse turnee europene, iar la sfârșitul anului, la Campionatul Mondial.
În 1994, Sorina Lefter s-a mutat în Austria, după ce a acceptat oferta clubului HypoBank Viena. Anul următor ea a câștigat Liga Campionilor și tot în această perioadă a dobândit și cetățenia austriacă, lucru care i-a permis să fie selectată în naționala acestei țări. La Viena ea și-a cunoscut și soțul, handbalistul Đorđe Teodorović. În 1997, Lefter-Teodorović s-a transferat la formația norvegiană Bækkelagets SK, cu care a câștigat de două ori Cupa Cupelor EHF, în 1998 și 1999, și la care le-a avut drept coechipiere pe Kjersti Grini, Camilla Andersen, Anja Andersen, Cecilie Leganger sau Ausra Fridrikas. Teodorović a rămas la Bækkelagets până în 2002, iar în anii următori ea a jucat la echipe din Spania, Germania sau Danemarca.
În 2005, Sorina Teodorović s-a întors în Norvegia, la Bækkelagets SK, unde a jucat un sezon și a fost principala marcatoare a echipei, înscriind 128 de goluri în 22 de meciuri, și a șasea marcatoare din prima ligă norvegiană.
În 2006, Teodorović a ajuns la o înțelegere cu clubul Fjellhammer. Ea a fost de acord să evolueze pentru această echipă în sezonul 2006-2007, cu condiția de a rămâne antrenor secund la Nit/Hak Håndball, acolo unde antrenor principal era soțul ei. Aceasta însemna că Teodorović se va antrena cu Fjellhammer doar de două ori pe săptămână. Ea a jucat pentru Fjellhammer în 9 meciuri, în care a înscris 68 de goluri, o medie de 7,6 goluri pe meci. În continuare, Teodorović a antrenat alături de soțul ei pe Nit/Hak și, începând din 2007, s-a transferat ca jucătoare la Toten HK. În 2009, la 39 de ani, Sorina Teodorović și-a încetat cariera de handbalistă și s-a dedicat antrenoratului.

### Antrenoare
Începând din 2009, Sorina a devenit antrenorul secund al clubului Oppsal Håndball, al cărui antrenor principal era soțul său. Împreună, cei doi au reușit, în 2012, să promoveze pentru prima dată echipa în Eliteserien, principala ligă de handbal feminin din Norvegia. Sorina Teodorović s-a retras din funcția de antrenoare în primăvara anului 2013, iar conducerea clubului i-a mulțumit pentru toată munca depusă.

## Viața personală
Sorina este soția fostului handbalist sârb și actualului antrenor Đorđe Teodorović, cu care este căsătorită din 1997. Ea a evoluat sub comanda lui ca jucătoare sau antrenor secund în multe din cluburile norvegiene pe la care a trecut. Cei doi locuiesc în Oslo și au împreună un băiat care s-a născut pe 16 martie 2010.

## Palmares
Club
- Liga Campionilor EHF:                           
  -  Câștigătoare (1): 1995
  - Finalistă (1): 1996
- Trofeul Campionilor EHF:
  - Finalistă (3): 1995 , 1998, 1999
- Cupa Cupelor EHF:                           
  -  Câștigătoare (2): 1998, 1999
- Cupa IHF:                           
  -  Câștigătoare (1): 1993
- Campionatul României:
  - Locul 3 (1): 1994
- Cupa României:
  - Finalistă (2): 1992, 1994
- Handball Liga Austria:
  - Câștigătoare (3): 1995, 1996, 1997
- Cupa ÖHB:
  -  Câștigătoare (3): 1995, 1996, 1997
- Campionatul Norvegiei:
  - Câștigătoare (1): 1999

Echipa națională
- Campionatul Mondial:
  -  Medalie de bronz: 1999 (cu Austria)
- Campionatul European:
  -  Medalie de bronz: 1999 (cu Austria)
- Jocurile Balcanice:
  -  Medalie de aur: 1989 (cu România)
- Jocurile Balcanice pentru tineret:
  -  Medalie de aur: 1987, 1988, 1989 (cu România)